# Lasiarchis
Lasiarchis is een geslacht van vlinders van de familie tastermotten (Gelechiidae).

## Soorten
- L. hirsuta Janse, 1958
- L. pycnodes (Meyrick, 1909)